# Saint-Martin-d’Arc
Saint-Martin-d’Arc ist eine französische Gemeinde mit 302 Einwohnern (Stand 1. Januar 2022) im Département Savoie in der Region Auvergne-Rhône-Alpes.

## Geografie
Saint-Martin-d’Arc liegt südlich des Hauptortes Saint-Michel-de-Maurienne am Ufer des Flusses Arc, in den hier der Zufluss Neuvache von Süden einmündet.

## Geschichte
Die Gemeinde war schon 1200 als Sancti Martini bekannt.

### Bevölkerungsentwicklung
| Jahr                       | 1962 | 1968 | 1975 | 1982 | 1990 | 1999 | 2006 | 2021 |
| Einwohner                  | 525  | 510  | 452  | 404  | 333  | 340  | 357  | 305  |
| Quellen: Cassini und INSEE |      |      |      |      |      |      |      |      |

## Sehenswürdigkeiten
- Kirche